# 让-克洛德·阿梅尔
让-克洛德·阿梅尔（法語：Jean-Claude Hamel，1929年7月9日—2020年6月2日），法国商人，曾长期担任歐塞爾青年會主席职务。

## 生平
1929年生于法国约讷省欧塞尔，父亲从事汽车销售行业。他在青年时加入歐塞爾青年會，1963年接任俱乐部主席，直到2009年卸任。2020年6月2日逝世。

## 荣誉
- 法国荣誉军团骑士勋章（2002年）[3]